# Bukovany (okres Olomouc)
Bukovany (Duits: Bukowan, soms ter onderscheiding van andere plaatsen met dezelfde naam Bukovany u Olomouce genoemd) is een Moravische gemeente in de Tsjechische regio Olomouc, en maakt deel uit van het district Olomouc. Bukovany telt 682 inwoners (2023). De gemeente neemt deel aan de samenwerkingsverbanden Mikroregion Olomoucko en Sdružení obcí mikroregionu Bystřička.

## Geschiedenis
- 1131 – Eerste schriftelijke vermelding van de gemeente Bukovany.[1]
- 1976 – De gemeente Bukovany wordt geannexeerd door de gemeente Velká Bystřice.
- 1990 – Bukovany scheidt zich af van de gemeente Velká Bystřice en wordt (opnieuw) een zelfstandige gemeente.[2]

## Aanliggende gemeenten
| Aangrenzende gemeenten | Aangrenzende gemeenten | Aangrenzende gemeenten | Aangrenzende gemeenten | Aangrenzende gemeenten |
| ---------------------- | ---------------------- | ---------------------- | ---------------------- | ---------------------- |
|                        |                        | Olomouc                |                        |                        |
|                        |                        |                        |                        |                        |
|                        |                        |                        |                        |                        |
|                        |                        |                        |                        |                        |
| Bystrovany             |                        |                        |                        | Velká Bystřice         |